# Ali Hassan Mwinyi
Ali Hassan Mwinyi   (Unguja, 8 de maig de 1925 - Dar es Salaam, 29 de febrer de 2024) va ser un polític tanzà, que va ser president del seu país entre 1985 i 1995.
Mwinyi va ser Ministre de l'Interior i Vicepresident abans d'assumir la direcció de l'estat. Durant el seu govern va revertir les polítiques socialistes del seu antecessor, donant suport a la inversió privada. El seu segon govern va ser acusat de corrupció i evasió. Durant el seu segon govern hi va haver una important inflació i una precària situació econòmica.